# Волковский (Удмуртия)
Волковский — упразднённый в 2004 году посёлок в Воткинском районе Республики Удмуртия Российской Федерации. Ныне микрорайон посёлка Новый.

## География
Расположен примерно в 25 км к югу от Воткинска и в 6 км к северо-западу от Чайковского. Находится на правом берегу реки Камы, в непосредственной близости от Воткинского водохранилища.

## История
Посёлки Волковский и Новый возникли как барачные посёлки при строительстве Воткинской ГЭС в 50-е годы XX-го века. После постройки ГЭС в них стал жить её рабочий и обслуживающий персонал.
В 1964 году Новый и Волковский передаются из Перевозинского в Кварсинский сельсовет. 
В 1969 году образуется Волковский сельсовет с центром в посёлке Волковский, куда кроме него включаются посёлок Новый и станция Построечная.
В 1989 году Новый получает статус рабочего посёлка, а Волковский сельсовет преобразуется в Нововолковский поссовет с перенесением административного центра в Новый.
В 2004—2005 годах Новый, Волковский и Построечная были объединены: постановлением Госсовета УР от 26 октября 2004 года из учётных данных исключаются станция и посёлок Построечная и посёлок Волковский, а постановлением правительства УР от 22 августа 2005 года их территории включены в черту посёлка Новый.